# HD139478
HD139478 — хімічно пекулярна зоря спектрального класу F1, що має видиму зоряну величину в смузі V приблизно  6,7.
Вона  розташована на відстані близько 194,5 світлових років від Сонця.

## Фізичні характеристики
Зоря HD139478 обертається 
досить швидко 
навколо своєї осі. Проєкція її екваторіальної швидкості на промінь зору становить  Vsin(i)= 71км/сек.